# Xiphos (owady)
Xiphos – wymarły rodzaj pluskwiaków z infrarzędu czerwców. Obejmuje tylko jeden wczesnokredowy gatunek, X. vani.

## Taksonomia
Rodzaj i gatunek typowy opisali po raz pierwszy w 2015 roku Isabelle Vea i David Grimaldi na łamach „American Museum Novitates”. Opisu dokonano na podstawie inkluzji pojedynczego okazu w bursztynie libańskim, datowanej na późny barrem lub wczesny apt w kredzie. Odnaleziono ją w Mdejridż w okolicy Hammany w muhafazie Dżabal Lubnan w Libanie. Nazwa rodzajowa pochodzi od greckiego miecza, xiphos, który przypominać ma osłonka prącia tego owada. Epitet gatunkowy nadano zaś dla upamiętnienia ojca autorki opisu.

## Morfologia
Czerwiec o przysadzistym ciele długości 1,44 mm i szerokości 0,33 mm. 
Poprzeczna, grzbietobrzusznie spłaszczona głowa miała skleryt oczny z parą wyłupiastych oczu złożonych z około 55–60 fasetek, a za oczami przyoczka. Środkiem grzbietu głowy biegła dobrze wykształcona listewka osiągająca prawdopodobnie żeberko zapotyliczne. Na spodzie głowy listewki układały się w pięcioramienną gwiazdę. Osiągające około mm długości czułki budowało 10 członów, z których te od trzeciego wzwyż były nitkowate i zaopatrzone w trzy pierścienie szczecinek; oprócz nich występowały także bezładnie rozproszone krótkie i długie szczecinki włosowate.
Błoniasty przedtułów oddzielało od głowy lekkie przewężenie. Na wierzchu nie miał on listewek, natomiast na spodzie biegła jedna listewka pośrodkowa sięgająca do basisternum. Śródtułów miał trzykrotnie szerszą niż dłuższą, prawie owalną przedtarczę, stykającą się z nią tarczę z owalnym polem błoniastym, nie stykającą się z tarczą, trójkątną, ponaddwukrotnie szerszą niż dłuższą tarczkę oraz krótką zatarczę. Skrzydło przednie osiąga około 1,4 mm długości i niespełna 0,5 mm szerokości; kształt ma prawie owalny z wąską podstawą, pozbawione jest szczecinek, mikrowłosków i sensoriów. Listewka subkostalna sięga od podstawy skrzydła do ¾ jego długości, a listewka kubitalna zanika w połowie długości skrzydła. Odnóża były długie i grube, o jednoczłonowych stopach.
Walcowaty, stopniowo się od szóstego segmentu zwężający odwłok miał dobrze porozgraniczane tergity i sternity. Siódmy i ósmy tergit miały po szeregu ujść przewodów wydzielających wosk. Genitalia samca miały wydłużoną z grubym i spiczastym wierzchołkiem osłonkę prącia oraz wąski i spiczasto zakończony edeagus.